# 大粮
大粮（たいろう）とは、古代律令制において、中央官司のもとで働く仕丁・衛士・采女らに支給した食料。ただし、衣料の材料として布・綿が支給されることもある。公粮（こうろう）とも。

## 概要
財源は庸として諸国から徴収された米・塩・布・綿などであり、民部省より支給されることとなっていた。ただし、租庸調制の崩壊に伴って、代わりに年料租舂米が用いられるようになった。
各官司は毎月1回、所管の省に対して翌月支給すべき大粮の量とその支給対象者数を解の形で報告を行い、これを受けた各省は省単位で必要とする大粮総額を算定して民部省に対して請求の移を提出した。民部省は太政官より大粮支給許可の太政官符を受けて、各省を通じて翌月分の大粮を支給した。